# Municipio de Chucándiro
El municipio de Chucándiro es uno de los 113 municipios en que se encuentra dividido el estado mexicano de Michoacán. Forma parte de la región socioeconómica 3. Cuitzeo del mismo estado.

## Geografía
Está localizado al norte del estado de Michoacán y abarca una superficie de aproximadamente 192 km². Limita al noreste con el municipio de Huandacareo, al este con el municipio de Copándaro, al sur con el municipio de Morelia, al oeste con el municipio de Huaniqueo y al noroeste con el municipio de  Morelos. Su distancia a la capital del estado es de 50 km. 

## Población
La población total del municipio de Chucándiro es de 4944 habitantes, lo que representa un decrecimiento promedio de -0.45 % anual en el período 2010-2020 sobre la base de los 5166 habitantes registrados en el censo anterior. Al año 2020 la densidad del municipio era de 25,71 hab/km².
| Gráfica de evolución demográfica de Municipio de Chucándiro entre 2000 y 2020 |
|                                                                               |
| Fuente: Instituto Nacional de Estadística Geografía e Informática             |

En el año 2010 estaba clasificado como un municipio de grado medio de vulnerabilidad social, con el 8.36 % de su población en estado de pobreza extrema.
La población del municipio está mayoritariamente alfabetizada (17.43 % de personas analfabetas al año 2010) con un grado de escolarización en torno de los 5 años. Solo el 0.50 % de la población se reconoce como indígena.

### Localidades
En el censo de 2020 el municipio de Chucándiro contaba con 21 localidades.
| Código INEGI    | Localidad          | Población (2020) |
| --------------- | ------------------ | ---------------- |
| 160270001       | Chucándiro         | 1 401            |
| 160270012       | El Salitre         | 616              |
| 160270014       | San Sebastián      | 532              |
| 160270008       | Cruces de Barreras | 497              |
| 160270020       | Urundaneo          | 304              |
| 160270004       | El Jacal           | 243              |
| 160270009       | El Marijo          | 195              |
| 160270013       | El Salto           | 170              |
| 160270006       | Carucheo Grande    | 162              |
| 160270011       | La Presa           | 146              |
| 160270002       | Las Arenas         | 130              |
| 160270016       | La Pitahaya        | 90               |
| 160270010       | Buenavista         | 78               |
| 160270019       | Tanimireche        | 71               |
| 160270003       | Los Baños          | 66               |
| 160270015       | Santa Inés         | 61               |
| 160270007       | Siberia            | 59               |
| 160270017       | Suro               | 49               |
| 160270005       | Carucheo Chico     | 37               |
| 160270018       | Tahuácaro          | 31               |
| 160270023       | Las Tablas         | 6                |
| Total municipal | Total municipal    | 4 944            |

## Zona arqueológica
Parte de la superficie del municipio pertenece a la zona conocida como cuenca de Cuitzeo. Se han identificado 18 sitios arqueológicos puntuales, con restos cerámicos, puntas de flechas y otros objetos que dan cuenta de la presencia de poblaciones precolombinas en la zona.

## Presidentes municipales
| Nombre                      | Año       |
| Agustín García Ambriz       | 1999-2001 |
| Baldomero Hurtado Calderón  | 2002-2004 |
| Saúl Torres Chávez          | 2005-2007 |
| Guadalupe López González    | 2008-2011 |
| J. Guadalupe García Arryo   | 2012-2015 |
| Salvador Vallejo Villalobos | 2015-2018 |
| Soyla Guillen Guzmán        | 2018-2021 |
| Iván Guadalupe López Colín  | 2021-2024 |
| Mario Herrera Sánchez       | 2024-2027 |